# Allobremia pincerifera
Allobremia pincerifera är en tvåvingeart som beskrevs av Grover och Bakhshi 1978. Allobremia pincerifera ingår i släktet Allobremia och familjen gallmyggor. Inga underarter finns listade i Catalogue of Life.